# Alice Larkin
Alice Larkin (anterior nombre de casada Bows) es directora de la Escuela de Ingeniería de la Universidad de Mánchester y profesora de ciencia del clima y política energética. Trabaja en presupuestos de carbono y emisiones acumuladas. Dirige el proyecto del consorcio Stepping Up Nexus del Consejo de Investigación en Ingeniería y Ciencias Físicas (EPSRC).

## Educación
Larkin estudió astrofísica en la Universidad de Leeds y se graduó en 1996. Se unió al Imperial College London para sus estudios de posgrado, trabajando en modelado climático, y completó su doctorado en 2000 sobre los efectos de la variabilidad solar en el clima utilizando modelos atmosféricos de la troposfera y la estratosfera.

## Carrera e investigación
Larkin trabajó en comunicación científica durante tres años después de su doctorado. En 2003, Larkin se unió al Centro Tyndall trabajando en conflictos entre el cambio climático y las políticas. Está interesada en las formas en que la investigación puede informar las decisiones políticas. Se convirtió en parte del equipo de Manchester, desarrollando la herramienta de escenarios energéticos ASK en 2005, que les permitió construir escenarios energéticos con bajas emisiones de carbono. Trabaja en presupuestos de carbono y emisiones acumuladas. Estuvo involucrada en la creación de la Ley de Cambio Climático de 2008. Fue nombrada profesora en 2008 y se convirtió en directora del Centro Tyndall en 2013. Ella permanece como miembro del consejo del Centro Tyndall. En 2013, pidió estrategias más radicales para abordar el cambio climático.
Se convirtió en profesora en la Universidad de Mánchester en 2015. Ella es parte del University Living Lab. Ella dio una charla TED en 2015 titulada El cambio climático está sucediendo, así es como nos adaptamos. La charla consideró la realidad del cambio climático y el destino de un mundo donde las naciones ricas no asumen ninguna responsabilidad. City Atlas: New Haven lo describió como "la mejor charla sobre derechos humanos del año". También habló en TED xYouth@Manchester en 2015 y New Scientist en vivo.
En 2016, Larkin fue galardonada como Investigadora del año por la Universidad de Mánchester. Larkin está interesada en los sistemas energéticos y el transporte internacional. Ella fue una testigo experta en juicio de los 13 de Heathrow, manifestantes del grupo de campaña Plane Stupid, que se encadenaron a la pista norte del aeropuerto de Heathrow para protestar contra el impacto del cambio climático. Evita volar porque cree que los expertos en cambio climático deberían actuar como modelos a seguir para frenar el crecimiento de la aviación. En 2017 fue nombrada directora de la Escuela (ahora Departamento) de Ingeniería Mecánica, Aeroespacial y Civil (MACE) de la Universidad de Mánchester, y en 2019 se convirtió en directora de la Escuela de Ingeniería. Ha hablado extensamente sobre el cambio climático en los principales medios de comunicación. Apareció en el podcast Introducciones necesarias.  Ella investiga el impacto del Acuerdo de París para las grandes naciones emisoras.

### Shipping in Changing Climates [Envíos en Climas Cambiantes]
A pesar de la recesión económica mundial, se espera que la industria del transporte marítimo aumente continuamente las emisiones de dióxido de carbono.  Larkin es una líder temática en el proyecto de EPSRC Shipping in Changing Climates. Desarrolla modelos para predecir el cambio climático en todo el mundo.  Estos modelos informan cómo la industria del transporte marítimo puede prepararse para el futuro. Propuso que la industria naviera utilice velas, biocombustible y vapor lento.

### Stepping Up [Intensificación]
Larkin es la investigadora principal del proyecto Stepping Up de EPSRC. El proyecto busca soluciones integradas a los desafíos futuros en alimentos, agua y energía. Estudió las emisiones asociadas con la futura demanda mundial de trigo. Combina la digestión anaeróbica, el uso de proteínas de insectos para la alimentación animal, la recuperación del valor de los desechos y las formas de utilizar los excedentes de alimentos de las corrientes de desechos. Su investigación ha sido financiada por el EPSRC y el Consejo de Investigación Económica y Social (ESRC).